# Luthersville
Luthersville – miasto w Stanach Zjednoczonych, w stanie Georgia, w hrabstwie Meriwether.